# Bembidion ephippigerum
Bembidion ephippigerum är en skalbaggsart som beskrevs av Leconte 1852. Bembidion ephippigerum ingår i släktet Bembidion och familjen jordlöpare. Inga underarter finns listade i Catalogue of Life.